# اكمة الرخم (السبرة)

تعديل مصدري - تعديل

اكمة الرخم محلة تابعة لقرية التربة، التابعة لعزلة التربة بمديرية السبرة إحدى مديريات محافظة إب في الجمهورية اليمنية.، بلغ تعداد سكانها 31 حسب تعداد اليمن لعام 2004.